# Milionia coronifera
Milionia coronifera là một loài bướm đêm trong họ Geometridae.